# Szabados Béla (zeneszerző)

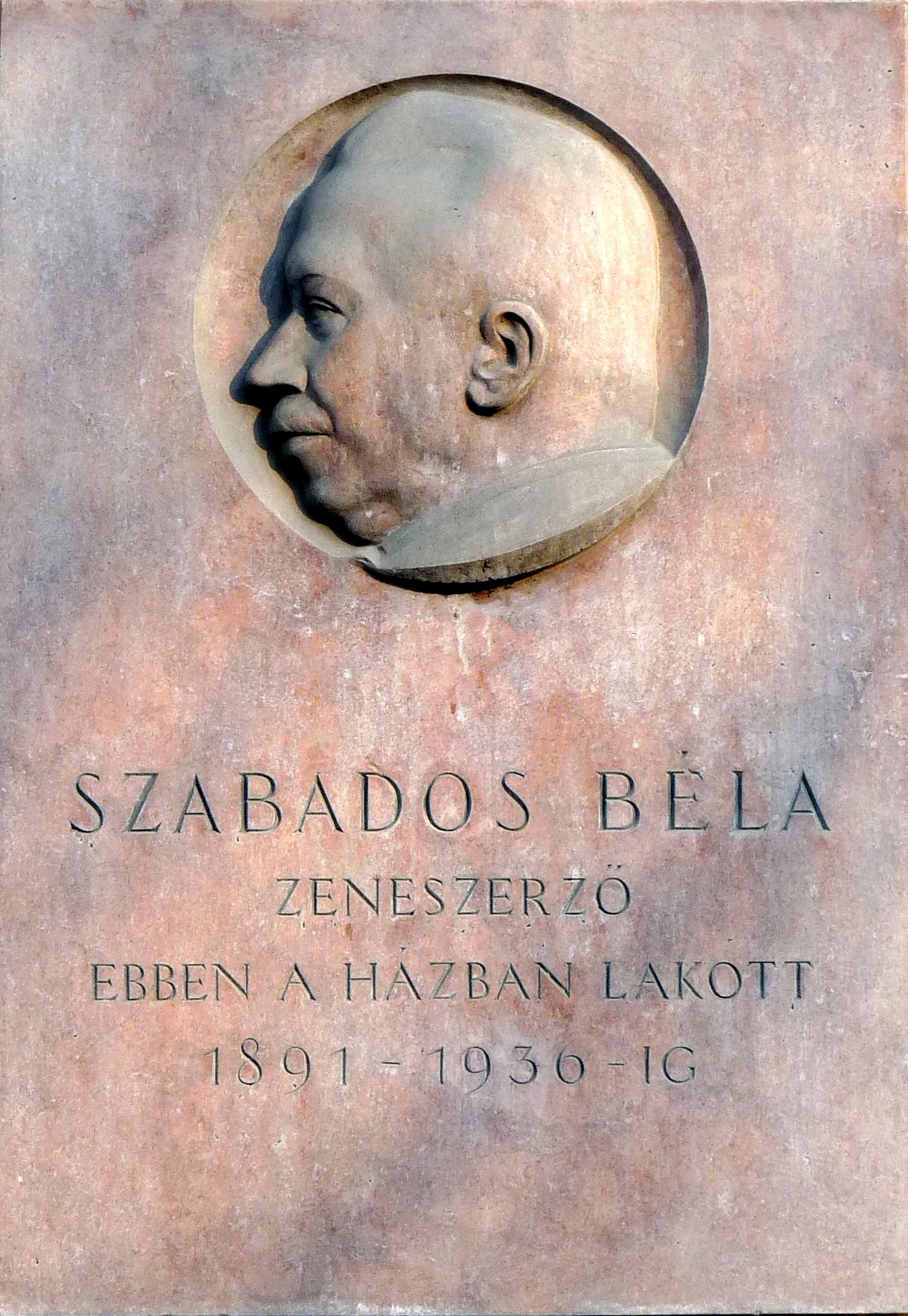
Emléktáblája egykori lakhelyén. Budapest, VIII. ker. Villám utca 19. A dombormű ifj. Szabados Béla szobrász alkotása

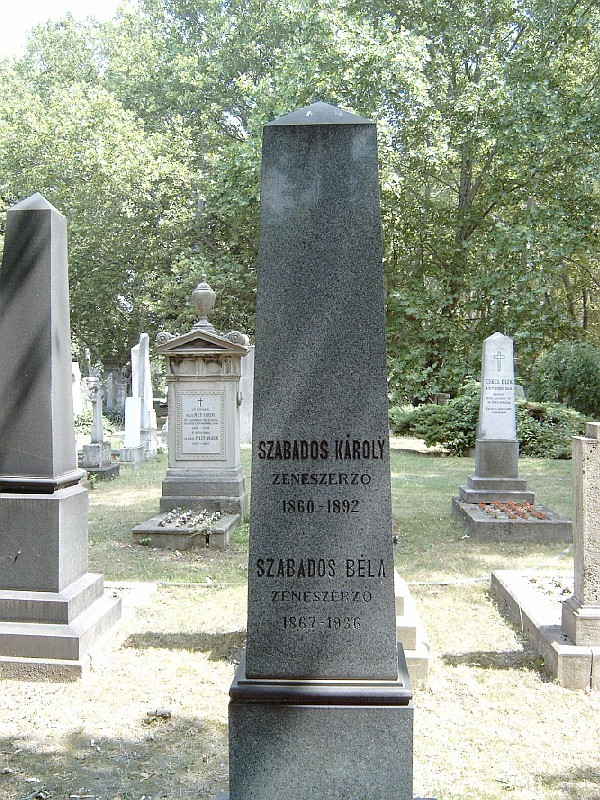
Testvérével, Szabados Károllyal közös sírja Budapesten. Fiumei úti sírkert: 34/1-1-8

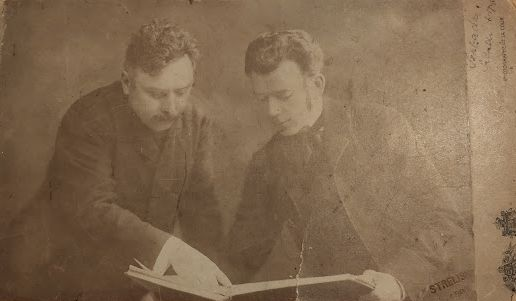
A zeneszerző, munka közben

Szabados Béla, születési és 1891-ig használt nevén Szvoboda Béla Antal (Pest, 1867. június 3. – Budapest, Kőbánya, 1936. szeptember 15.) zeneszerző, az Országos Magyar Királyi Zeneakadémia tanára, Szabados Károly öccse, Szabados Béla (1894–1970) szobrász apja.

## Élete
Szvoboda Lukács sírkő-kereskedő, szobrász és Szoboszlay Lilla fia. Első zenei oktatását apjától nyerte, aki maga is alapos zenész volt, a zongorajátszásba pedig bátyja, Károly (a Vióra balett szerzője) vezette be. Zenei tehetsége korán kifejlődött és 1881-ben az Országos Magyar Királyi Zeneakadémiára iratkozott be, ahol négy éven át Volkmann Róbert, Erkel Gyula, Nikolits Sándor, Ábrányi Kornél és Koessler János tanárok vezetése alatt végezte tanulmányait. Már mint akadémiai hallgató magára vonta az igazgatóság figyelmét Tragédiai nyitánya és egy nagyobb szimfóniájával. Az 1890-es évek elején Rákosi Jenő Négy király és Az első és második című operettszövegére írt tetszetős zenét, mellyel e téren erős hivatottságot tanúsított. 1889-ben a szegedi országos dalversenyre szolgáló férfinégyes pályázatnál az ő műve nyerte el a versenydíjat. 1895-ben Alszik a nagynéni című egyfelvonásos vígoperáját adták elő a magyar operaházban. 1896-ban pedig Rika operettjével a Népszínházban aratott osztatlan tetszést. Ezenkívül írt számos dalt, vonósnégyest és karéneket. 1888-tól a Színészeti Tanodában, majd 1893-tól 1933-ig a Zeneakadémián tanított. 1927-ben kinevezték a Nemzeti Zenede főigazgatójának. Halálát szívizomelfajulás, szívbénulás okozta. Felesége Balczár Irén volt.

## Fontosabb művei
- Vonósnégyes, operák (Alszik a nagynéni, 1895; Mária, Moravcsik Géza szövegére Szendy Árpáddal, 1905; Fanny 1927)
- Daljátékok (Szép Ilonka, 1906 stb.)
- Operettek (Négy király, 1890; Három Kázmér, 1894; Rika, 1895; Kukta-kisasszony, 1897 stb.)
- Zenés legenda (A bolond, 1898, később népies dalmű, 1911)
- Színpadi kísérőzene, férfikarok, Magyar Hiszekegy (1921)

## Tankönyvei
- Kariskolai kézikönyv (Budapest, 1910)
- Solfège (Budapest, 1921)

## Díjai, elismerései
- Corvin-koszorú (1930)